# Montaphe elrodi
Montaphe elrodi är en mångfotingart som först beskrevs av Chamberlin 1913.  Montaphe elrodi ingår i släktet Montaphe och familjen Xystodesmidae. Inga underarter finns listade i Catalogue of Life.